# Devitsa, Minsks voblast
Devitsa (ryska: Девица) är ett vattendrag i Belarus.   Det ligger i voblasten Minsks voblast, i den centrala delen av landet, 110 km söder om huvudstaden Minsk.
Trakten runt Devitsa består till största delen av jordbruksmark. Runt Devitsa är det ganska tätbefolkat, med 58 invånare per kvadratkilometer.